# Shinobu Terajima

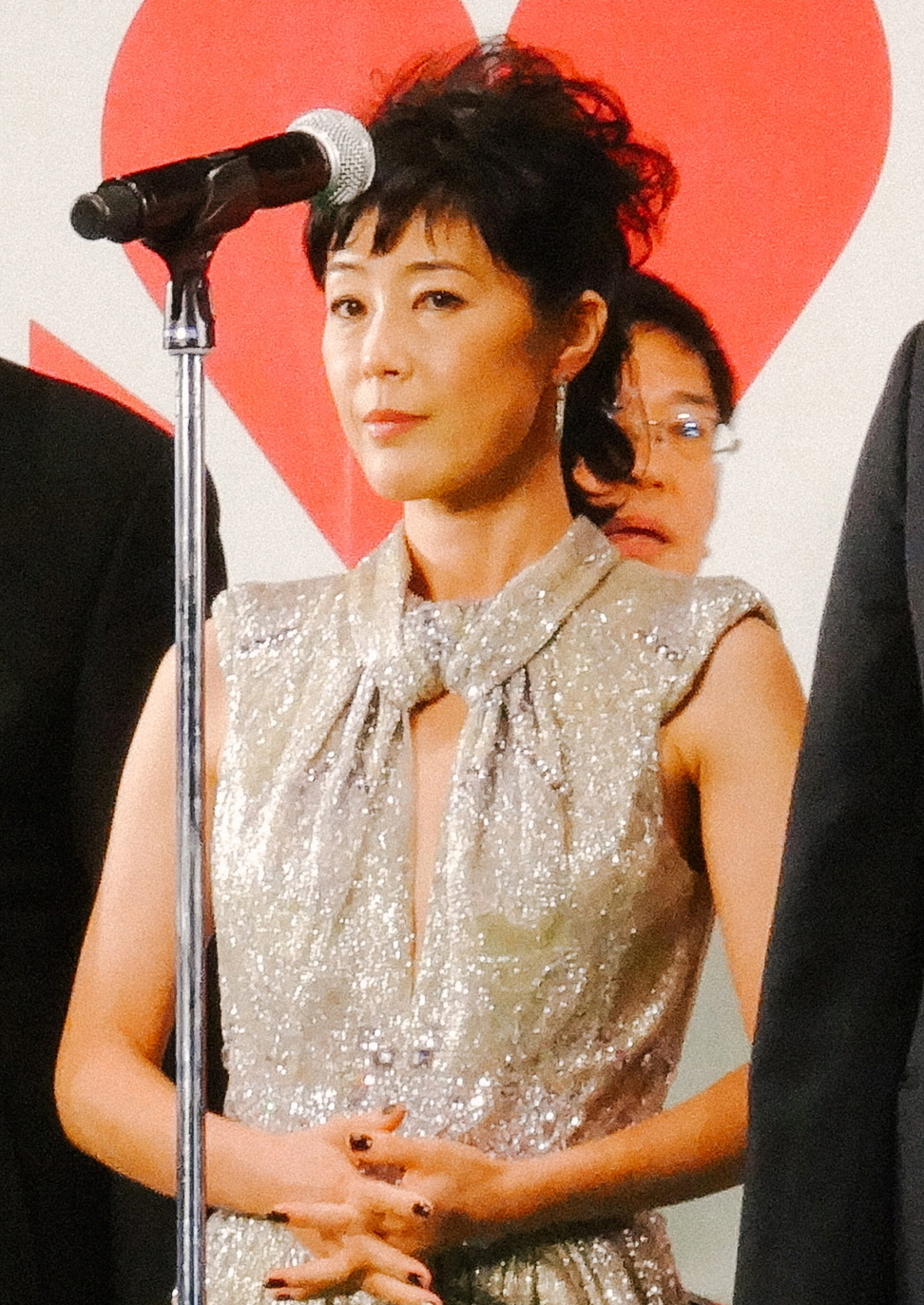
Shinobu Terajima (2008)

Shinobu Terajima (jap. 寺島 しのぶ, Terajima Shinobu; * 28. Dezember 1972 in Kyōto) ist eine japanische Theater- und Filmschauspielerin.

## Leben

### Ausbildung und erste Fernsehrollen
Shinobu Terajima wurde in eine Künstlerfamilie hineingeboren. Ihr Vater ist der bekannte Kabuki-Schauspieler Kikugoro Onoe. Ihre Mutter ist die Film- und Fernsehschauspielerin Sumiko Fuji, die in Japan vor allem durch ihre Mitwirkung in Yakuza-Filmen bekannt ist. Auch Terajimas fünf Jahre jüngerer Bruder Onoe Kikunosuke tritt als Schauspieler im traditionellen japanischen Theater auf. Sie besuchte die Aoyama-Gakuin-Universität, wo sie Mitglied des Handball-Teams war und studierte Literatur. Ab Anfang der 1990er Jahre bekleidete sie erste Rollen in japanischen Fernsehproduktionen.
Parallel zu ihrer Arbeit im Fernsehen wurde Terajima 1996 festes Ensemblemitglied am Theater in Bungakuza, einem der ältesten modernen Theater Japans. Dort übernahm sie Rollen in so bekannten Stücken wie William Gibsons Der Weg ins Licht (1997), Tennessee Williams’ Endstation Sehnsucht (2002) sowie William Shakespeares Ein Sommernachtstraum (1999) und Der Kaufmann von Venedig  (2007). Auch trat sie in modernen japanischen Stücken wie Shin Tikamatsu Suicide Story (2004) und Shūji Terayamas Blut schläft im stehen (2010) in Erscheinung. Für ihr Porträt der Schriftstellerin Higuchi Ichiyō in der Nitosha-Produktion Kaku Onna (engl. A Writing Woman, 2006) gewann Terajima 2007 den Asahi Performing Arts Award sowie den Yomiuri-Engeki-Preis.

### Filmkarriere
Ihr Debüt im japanischen Kino gab Terajima 2001 mit Hiroshi Sugawaras Drama Drug. Den Durchbruch als Filmschauspielerin in ihrem Heimatland ebneten ihr die drei folgenden Projekte Vibrator, Get Up! und Akame 48 Waterfalls (alle 2003). In Ryūichi Hirokis Roadmovie Vibrator, der Verfilmung eines preisgekrönten Romans von Mari Akasaka, schlüpfte Terajima in die Rolle der alkoholkranken und verzweifelten Autorin Rei, die eine sexuelle Beziehung zu einem jungen Lastwagenfahrer (gespielt von Nao Ōmori) beginnt. Während sie in Kazuyuki Izutsus Actionfilm Get Up! den kleinen Part einer Taxifahrerin erhielt, übernahm sie in Genjirou Aratos Drama Akame 48 Waterfalls die Hauptrolle der attraktiven und frechen Club-Hostess Aya. Von ihrem kriminellen und hoch verschuldeten Bruder an die Yakuza verkauft, reist sie mit einem flüchtigen Bekannten (gespielt von Shima Ōnishi) zu den 48 Wasserfällen von Akame, wo sie plant, sich das Leben zu nehmen.
Vibrator wurde von ausländischen Kritikern als japanische Variante von Alice lebt hier nicht mehr gelobt. In Akame 48 Waterfalls würde Terajima dagegen einiges der eindrucksvollen Leinwandpräsenz ihrer Mutter aufbringen und auf ihre eigene Art Erotik und emotionale Begierde verströmen, so die Fachzeitschrift Screen International. Daraufhin wurden Terajima mit dem Blue Ribbon, Kinema-Jumpō, Japanese Academy Award und Mainichi Eiga Concours alle wichtigen japanischen Filmpreise zuteil. An den vorangegangenen Erfolg anknüpfen konnte sie mit Takashi Minamotos Drama Tokyo Tower (2005), in der sie als verzweifelte Hausfrau unter der emotionalen Kälte ihres Ehemanns leidet. Ebenfalls in die Rolle der betrügerischen Ehefrau und Mutter schlüpfte sie in Yasuo Tsuruhashis Love Never to End (2007). In der aufsehenerregenden Bestseller-Verfilmung nach Jun’ichi Watanabe ist sie als todessehnsüchtige Geliebte eines erfolgreichen Buchautors zu sehen.
Den internationalen Durchbruch ebnete Terajima der Antikriegsfilm Caterpillar (2010), in dem sie die junge Ehefrau eines aus dem japanisch-chinesischen Krieg heimgekehrten Soldaten (Shima Ōnishi) spielt, der bei einem Angriff beide Arme und Beine verloren hat. Während ihr Mann sie vor dem Krieg misshandelte, ist Terajimas Figur nun gezwungen, gegenüber Kaiser und Land ihre Pflicht zu tun und dem Kriegshelden eine aufopferungsvolle Pflege zukommen zu lassen. Das Drama von Kōji Wakamatsu erhielt eine Einladung in den Wettbewerb der 60. Filmfestspiele von Berlin. Für ihr Porträt der Shigeko wurde Terajima als dritte japanische Schauspielerin nach Sachiko Hidari und Tanaka Kinuyo mit dem Silbernen Bären als beste Darstellerin des Filmfestivals ausgezeichnet. Aufgrund eines Theaterengagements in Ōsaka konnte die Schauspielerin nicht selbst den Preis entgegennehmen. Sie ließ über Regisseur Wakamatsu verlauten, dass sie hoffe, „dass wir eines Tages eine Welt ohne Kriege erleben“ und dass der Film vermittle, „dass Mord und Totschlag keine Antwort sind.“ In Japan wurde Terajimas Leistung mit dem Kinema-Jumpō-Preis und einer weiteren Nominierung für den Japanese Academy Award honoriert. 2012 arbeiteten die Schauspielerin und Kōji Wakamatsu erneut gemeinsam an den Filmen 11·25 jiketsu no hi: Mishima Yukio to wakamono-tachi und Sennen no yuraku zusammen.
Shinobu Terajima ist seit 2007 mit dem französischen Künstler Laurent Ghnassia verheiratet.

## Filmografie (Auswahl)
- 2001: Drug
- 2003: Vibrator
- 2003: Geroppa! (engl. Get Up!)
- 2003: Akame Shijuya Taki Shinju Misui (engl. Akame 48 Waterfalls)
- 2004: Quill
- 2005: Tokyo Tower
- 2005: Riding Alone for Thousands of Miles (Qiān Lǐ Zǒu Dān Qí)
- 2005: Yawarakai Seikatsu (engl. It’s Only Talk)
- 2005: Daiteiden no Yoru ni (engl. Until the Lights Come Back)
- 2005: Otoko-tachi no Yamato (engl. Yamamoto)
- 2006: Akihabara@DEEP
- 2006: Notebook of Life
- 2007: Ai no Rukeichi (engl. Love Never to End)
- 2007: Chacha
- 2008: Ge Ge Ge no Kitarō: Sennen noroi uta (engl. Kitaro and the Millennium Curse)
- 2008: Happy Flight
- 2009: Lush Life
- 2009: Shugo Tenshi
- 2010: Caterpillar
- 2010: Ningen shikkaku
- 2012: 11·25 jiketsu no hi: Mishima Yukio to wakamono-tachi
- 2012: Sennen no yuraku
- 2017: Oh Lucy!
- 2018: Nomitori Samurai (engl. Flea-picking Samurai)
- 2020: Sakura
- 2021: A Family
- 2021: It’s a Flickering Life
- 2021: Arc

## Auszeichnungen

### Japanese Academy Award
- 2004: Beste Hauptdarstellerin für Akame shijuya taki shinju misui
- 2006: nominiert als Beste Nebendarstellerin für Tokyo Tower
- 2008: nominiert als Beste Hauptdarstellerin für Ai no rukeichi
- 2011: nominiert als Beste Hauptdarstellerin für Caterpillar

### Weitere
Nippon Connection Filmfestival
- 2018: Nippon Honor Award für ihr Lebenswerk

Asia Pacific Screen Award
- 2010: Großer Preis der Jury für Caterpillar

Internationale Filmfestspiele Berlin
- 2010: Beste Darstellerin für Caterpillar

Blue Ribbon Award
- 2004: Beste Hauptdarstellerin für Akame shijuya taki shinju misui und Vibrator

Festival des Trois Continents
- 2003: Beste Darstellerin für Vibrator

Hochi Film Awards
- 2003: Beste Hauptdarstellerin für Akame shijuya taki shinju misui und Vibrator

Japanese Professional Movie Award
- 2004: Beste Darstellerin für Akame shijuya taki shinju misui und Vibrator (gemeinsam mit Chizuru Ikewaki für Joze to tora to sakana tachi)

Kinema-Jumpō-Preis
- 2004: Beste Hauptdarstellerin für Akame shijuya taki shinju misui und Vibrator und Beste Nachwuchsdarstellerin für Akame shijuya taki shinju misui, Vibrator und Get Up!
- 2011: Beste Hauptdarstellerin für Caterpillar

Mainichi Eiga Concours
- 2004: Beste Hauptdarstellerin für Akame shijuya taki shinju misui und Vibrator

Nikkan Sports Film Award
- 2003: Beste Hauptdarstellerin für Akame shijuya taki shinju misui und Vibrator

Tokyo International Film Festival
- 2003: Beste Darstellerin für Vibrator (gemeinsam mit Kristy Jean Hulslander für Santa Smokes)

Yokohama Film Festival
- 2004: Beste Darstellerin für Akame shijuya taki shinju misui und Vibrator